# Дрезден-Главный
Дрезден-Главный (нем. Dresden Hauptbahnhof) — крупнейшая пассажирская станция немецкого города Дрезден в федеральной земле Саксония. Здание вокзала, торжественно открытое в апреле 1898 года, заменило собой здание Богемского вокзала (нем. Böhmischer Bahnhof) бывшей Саксонско-Богемской государственной железнодорожной компании и фактически выполняет роль центрального железнодорожного узла саксонской столицы. Особенностью дрезденского вокзала является сочетание движения тупикового (головной вокзал) и сквозного типов, расположенных на двух различных уровнях.

## История
Железнодорожное сообщение (из Лейпцига) до Дрездена было открыто в 1839 году усилиями частной Лейпцигско-Дрезденской железнодорожной компании, став тем самым первым железнодорожным маршрутом дальнего следования в Германии; из-за ряда особенностей трассировки Лейпцигский вокзал, однако располагался на правом берегу Эльбы в современном районе Нойштадт. В 1847 году рядом с ним открылся Силезский вокзал с сообщением до Гёрлица. Наконец, в 1848 году было открыто железнодорожное сообщение в сторону Чехии: в 1851 году на левом берегу Эльбы начал свою работу Богемский вокзал, в том же году посредством моста Marienbrücke соединённый с Лейпцигским и Силезским вокзалами, которые вскоре потеряли своё прежнее самостоятельное транспортное значение. В 1861—1864 годах Богемский вокзал получил новое репрезентативное здание в стиле итальянского Ренессанса.
В связи со стремительным ростом населения Дрездена и с дальнейшим переносом линий на Богемский вокзал (в том числе с Берлинского вокзала и с вокзала имени короля Альберта) было принято решение о возведении более функционального здания. Техническим ориентиром при этом послужила идея инженера Клауса Кёпке объединить преимущества головного и сквозного вокзалов, так что нижний центральный этаж вокзала служил бы конечной станцией, а его верхние боковые ярусы должны были принимать минующие Дрезден поезда. В проведённом в 1892 году архитектурном конкурсе первое место было присуждено сразу двум проектам: дрезденского архитектурного бюро Эрнста Гизе и Пауля Вайднера и лейпцигского архитектора Арведа Россбаха. В конечном итоге реализованное здание объединяет черты обоих проектов. В том же году под руководством Гизе и Вайднера начались подготовительные и затем активные строительные работы при сохранении железнодорожного движения. С введением в строй южной части нового вокзала летом 1895 года последовал снос здания Богемского вокзала и возведение центрального и северного флигелей. После пятилетних строительных работ 16 апреля 1898 года новый главный вокзал Дрездена был полностью открыт для сообщения; первым в 2 часа 8 минут прибыл поезд из Лейпцига.
Уже в 1930-х годах из-за быстрого роста объёмов пассажирского и товарного оборота и в связи с желаемой перестройкой центра города планировалось возведение нового более крупного центрального вокзала на месте остановочного пункта Wettiner Straße; Вторая мировая война прервала его реализацию. В результате союзного авианалёта в ночь с 13 на 14 февраля 1945 года в здании Главного вокзала вспыхнул крупный пожар, унёсший жизни порядка 600 человек; практически уничтожены оказались также и подъездные железнодорожные пути.
Несмотря на серьёзные разрушения, уже 17 мая 1945 удалось вновь открыть железнодорожное сообщение до Бад-Шандау. Последующие годы прошли под знаком поэтапного восстановления вокзальной инфраструктуры, которое затянулось вплоть до начала 1960-х годов; при этом главный фасад здания утратил часть своего богатого архитектурного убранства. В этот же период дрезденский вокзал вновь превратился в важный транзитный транспортный центр, соединяющий страны Западной Европы и Скандинавии с балканскими столицами; из многочисленных линий достойны упоминания фирменные поезда Vindobonna (Берлин—Вена), Hungaria (Берлин—Будапешт) или Meridian (Мальмё—Бар).
В конце 1980-х годов дрезденский вокзал был третьим по значению железнодорожным транспортным узлом в ГДР после Берлина и Лейпцига. В начале октября 1989 года через Главный вокзал Дрездена проследовал ряд так называемых специальных поездов с беженцами — гражданами ГДР, в августе 1989 года проникших на территорию посольства ФРГ в Праге с требованием добиться политического убежища в Западной Германии.